# Raphaël Colantonio
Raphaël Colantonio (ur. 1971) – francuski reżyser gier komputerowych, wieloletni współpracownik wytwórni Arkane Studios.

## Życiorys
Pracę w przemyśle gier komputerowych rozpoczął w 1993 we francuskim oddziale Electronic Arts. W 1997 przeszedł do wytwórni Infogrames, gdzie pomagał w opracowywaniu gry na licencji Smerfów na PlayStation. W 1999 założył z czwórką znajomych własną wytwórnię Arkane Studios.
Jego debiutem jako reżysera gier stała się gra fantasy Arx Fatalis (2002), którą – w obliczu groźby bankructwa Arkane – wydał za pośrednictwem niewielkiej firmy JoWooD Productions. Pomimo słabej sprzedaży Arx Fatalis zebrała nadzwyczaj pozytywne recenzje, przecierając szlak dla późniejszych symulatorów immersyjnych Arkane. Planowany sequel pod nazwą Arx Fatalis 2 został przekształcony w Dark Messiah of Might and Magic (2006) na życzenie wydawnictwa Ubisoft, które zamierzało uczynić grę częścią własnej licencjonowanej franczyzy. Dark Messiah cieszył się skromnym powodzeniem, lecz dzięki niemu Colantonio mógł kontynuować pracę w branży.
Dishonored (2012), steampunkowa gra fabularna z elementami skradanki, powstała we współpracy ze scenarzystą Harveyem Smithem, z którym Colantonio dzielił też funkcję reżysera kreatywnego. Główny bohater, wrobiony w morderstwo cesarzowej fikcyjnej krainy, próbuje odnaleźć córkę tejże, porwaną przez organizatorów zamachu stanu. Gracz ma do dyspozycji broń (białą i palną) oraz magiczne moce, przy czym gracz może się obyć bez bezpośredniej konfrontacji z przeciwnikami. Dishonored została pozytywnie przyjęta przez media branżowe, zdobyła m.in. nagrodę BAFTA za najlepszą grę roku. Z kolei Prey (2017), przy której Colantonio też sprawował stanowisko reżysera kreatywnego, była bliższa tematyce horroru fantastycznonaukowego. Wydawca gry, Bethesda Softworks, zmusił Arkane do wykorzystania licencji innej gry pod tym samym tytułem z 2006. Nie pogodziwszy się z oskarżeniami o wykorzystanie cudzej własności intelektualnej, Colantonio opuścił Arkane w 2017.
Założywszy studio WolfEye Studios, Colantonio w 2022 wydał za pośrednictwem Devolver Digital hybrydę westernu i horroru pod nazwą Weird West (2022), opartą na mechanice podobnej do swych poprzednich gier w Arkane, lecz stylistycznie przypominającą serię Fallout.